# Tlalmanalco
Tlalmanalco est une municipalité de l'État de Mexico, au Mexique. Elle couvre une superficie de 158,76 km2 et compte 47 390 habitants en 2015.